# Liste von Seebrücken in Polen
Die Liste von Seebrücken in Polen umfasst bestehende Seebrücken an der polnischen Ostseeküste.

## Liste der Seebrücken
Von West nach Ost der Küstenlinie folgend
| Name                                | Ort                                | Deutsche Bezeichnung | Länge (m)                                                              | Jahr   | Bild           |
| ----------------------------------- | ---------------------------------- | -------------------- | ---------------------------------------------------------------------- | ------ | -------------- |
| Seebrücke Międzyzdroje ()           | Międzyzdroje (⊙)                   | Misdroy              | 395                                                                    | 1971   | Weitere Bilder |
| Seebrücke Kołobrzeg ()              | Kołobrzeg (⊙)                      | Kolberg              | 220                                                                    | 1971   | Weitere Bilder |
| Seebrücke Jastarnia ()              | Jastarnia, Halbinsel Hel (⊙)       | Heisternest          | 120                                                                    | 2005   | Weitere Bilder |
| Seebrücke Posejdon ()               | Jastarnia (bei), Halbinsel Hel (⊙) | Heisternest (bei)    | 220                                                                    |        | Weitere Bilder |
| Seebrücke Jurata ()                 | Jurata, Halbinsel Hel (⊙)          | Jurata               | 320                                                                    | 1970er | Weitere Bilder |
| Seebrücke Puck ()                   | Puck (⊙)                           | Putzig               |                                                                        |        | Weitere Bilder |
| Seebrücke Rzucewo ()                | Rzucewo (⊙)                        | Rutzau               | ca. 70                                                                 |        | Weitere Bilder |
| Seebrücke Mechelinki ()             | Mechelinki (⊙)                     | Mechlinken           | 180                                                                    | 2014   | Weitere Bilder |
| Seebrücke Orłowo ()                 | Gdynia-Orłowo (⊙)                  | Adlershorst, Gdingen | 180 (ursprünglich 430 m) 1949 nach Sturm zerstört 1953 wiederaufgebaut | 1934   | Weitere Bilder |
| Seebrücke Sopot (Großer Seesteg) () | Sopot (⊙)                          | Zoppot               | 512                                                                    | 1830er | Weitere Bilder |
| Seebrücke Brzeźno ()                | Brzeźno (⊙)                        | Brösen, Danzig       | 136                                                                    | 1900   | Weitere Bilder |

## Sonstige Anlagen

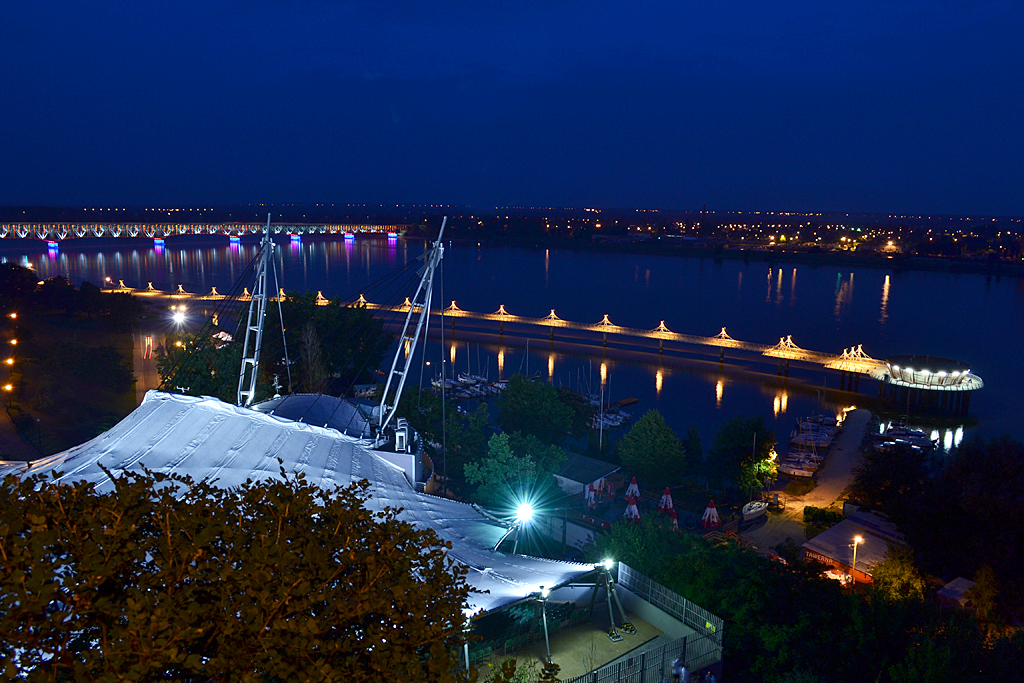
Die „Mole“ von Płock

Ähnlichen Zwecken dient der 626 Meter lange Pier im Süden von Gdynia. 
Seebrücken vergleichbare Anlagen gibt es im Binnenland: Die „Mole“ in Płock an der Weichsel und eine Brücke im Jezioro Oleckie Wielkie (Großer Oletzkoer See) bei Olecko (Marggrabowa/Oletzko).